# Josef Metternich (Sänger)
Josef Metternich (* 2. Juni 1915 in Hermülheim; † 21. Februar 2005 in Feldafing) war ein deutscher Opernsänger (Bariton), Musik- und Gesangspädagoge.

## Leben
In den 35 Jahren seiner Karriere trat Metternich an allen berühmten Opernhäusern der Welt und bei zahlreichen Festspielen auf. Berühmt waren vor allem seine Rollen in Verdi-Opern wie Il trovatore oder La forza del destino. In vielen Konzerten, Aufnahmen und Radiosendungen, vor allem in den 1950er Jahren, trat er gemeinsam mit Rudolf Schock auf.
Nach dem Besuch der Volksschule, in dem Gebäude der heutigen Hürther städtischen Musikschule, besuchte er das nachmalig so genannte Max-Ernst-Gymnasium Brühl, wo er 1934 das Abitur ablegte. Danach meldete er sich zum Reichsarbeitsdienst.
Seine musikalische Laufbahn begann 1935 mit ersten Solopartien als Chormitglied beim Bonner Stadttheater. Nach einer überstandenen Tuberkulose folgte 1939 das Engagement als Bariton am Deutschen Opernhaus in Berlin, wo er zunächst eher in kleineren Rollen auftrat.
Nach dem Zweiten Weltkrieg förderte ihn der neue Intendant des Opernhauses, Michael Bohnen, und Metternich sang nun die großen Rollen, bald auch an der Staatsoper Unter den Linden. Nach vier Jahren an der New Yorker Metropolitan Opera kehrte er nach Deutschland zurück. Ferenc Fricsay und Georg Solti holten ihn an die Bayerische Staatsoper, wo er bis 1971 blieb. Neben seiner Bühnenpräsenz war er noch ein international gefragter Lied- und Konzertsänger.
Metternich arbeitete außerdem lange Jahre als Musikpädagoge und Gesangslehrer. Bis zu seiner Pensionierung leitete er die Meisterklasse für Gesang an der Hochschule für Musik Köln. Der Künstler war einer der bedeutendsten deutschsprachigen und sowohl im deutschen, als auch italienischen Repertoire versierten Gesangspädagogen des späten 20. Jahrhunderts. Zu seinen Schülern zählen u. a.: Carol Malone, Dorothea Chryst, Mechthild Gessendorf, Gerd Grochowski, Thomas Gropper, Matthias Hölle, Ralf Willershäuser, Valerie Hennecke, Michalis Katsoulis, Roswitha Sicca, Marion Seidel, Jonas Kaufmann, Stella Kleindienst, Wolfgang Koch, Eike Wilm Schulte, Wicus Slabbert, Michael Volle und Thomas Weldon.
Verheiratet war Josef Metternich mit der Opernsängerin Liselotte Losch. Sein Sohn Hans-Christian Metternich ist Präsident des europäischen Patentgerichts.
Sein jüngerer Bruder Anton Metternich (* 1921; † 2014) war ebenfalls Bariton-Opernsänger.
Die städtische Musikschule in Hürth ist nach Metternich benannt.

## Rollenrepertoire (Auswahl)
- Rigoletto: Rigoletto
- Don Pizzaro: Fidelio
- Cäsar: Julius Cäsar
- Johannes Kepler: Die Harmonie der Welt
- Vater: Hänsel und Gretel
- Tonio: Der Bajazzo
- Scarpia: Tosca
- Mandryka: Arabella
- Barak: Die Frau ohne Schatten
- Jochanaan: Salome
- Amonasro: Aida
- Ford: Falstaff
- Giorgio Germont: La traviata
- Friedrich von Telramund: Lohengrin
- Graf Luna: Der Troubadour
- Der Holländer Der fliegende Holländer
- Donner: Das Rheingold
- Kurwenal: Tristan und Isolde

## Diskografie (Auswahl)
- 1950: Arabella
- 1950: Rigoletto
- 1952: Die Macht des Schicksals
- 1952: Der fliegende Holländer
- 1953: Fidelio
- 1953: Hänsel und Gretel
- 1953: Tosca
- 1953: Lohengrin
- 1954: Die Frau ohne Schatten
- 1955: Julius Cäsar
- 1956: Andrea Chénier
- 1959: Der Bajazzo